# Haiti aviation
Haiti Aviation est une compagnie aérienne de Haïti. Elle a inauguré son premier vol le 19 juillet 2013 entre Miami et Port-au-Prince. Le 20 décembre 2013, la compagnie annonce qu'elle suspend ses vols jusqu'à nouvel ordre.

## Flotte
En août 2013, la société exploite les avions suivants :
- 1 McDonnell Douglas MD-83.

## Destinations
- Port-au-Prince [3]
- Cap-Haitien
- Miami
- Panama